# 야르데닛

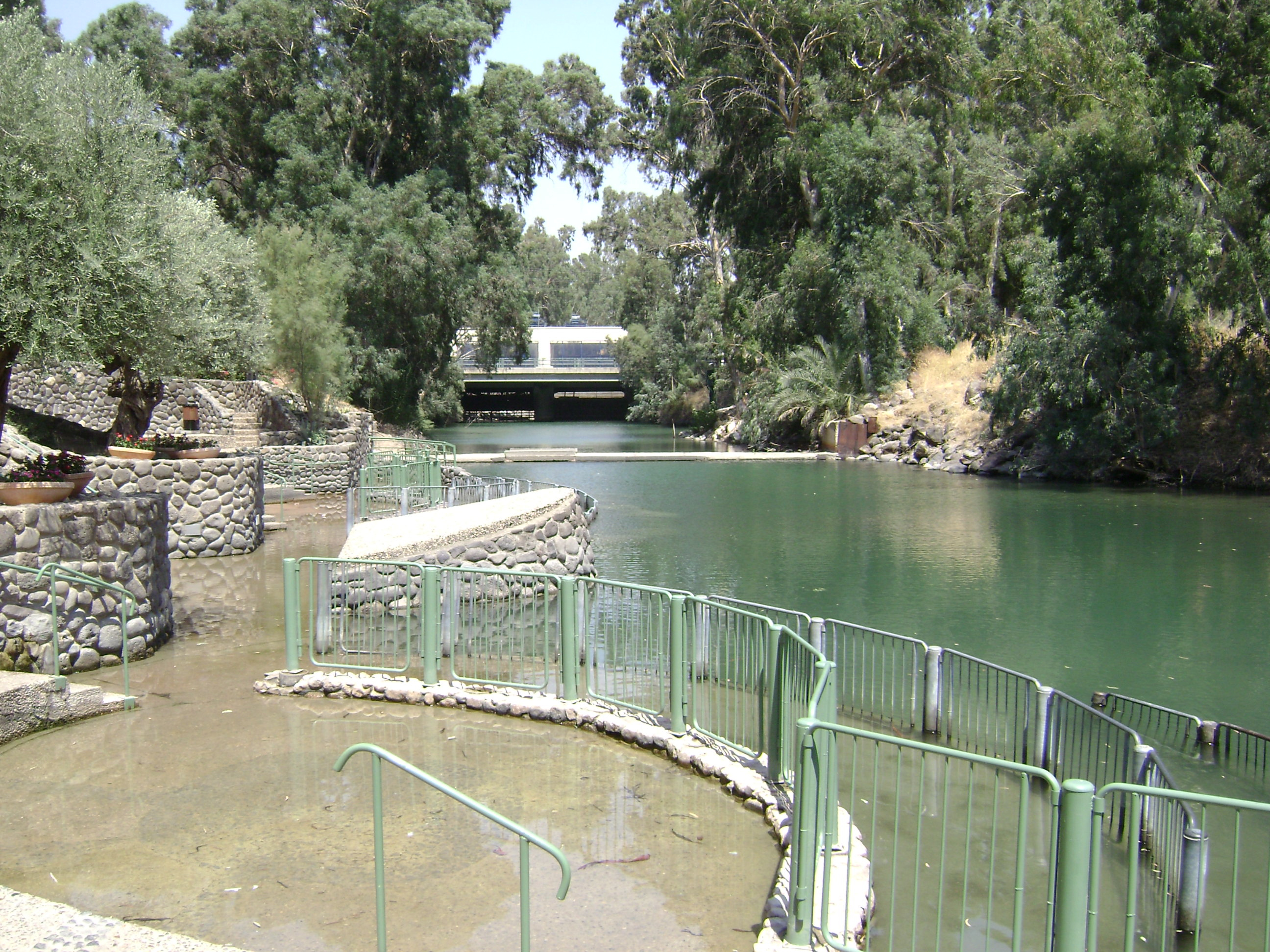
야르데닛 세례지.

야르데닛(히브리어: ירדנית)은 갈릴래아 지방(이스라엘 북부구)에 있는 유명한 세례지로, 기독교인 순례자가 많이 방문한다. 야르데닛은 갈릴래아호 남쪽에서 흘러 나오는 요르단강가에 있으며, 인근에 있는 크부차트 킨네레트 키부츠에서 관리한다.

## 역사
기독교 전통에서는 마태오 복음서 3장에 등장하는 예수의 세례는, 베타니아 건너편, 사해 북쪽, 예리코 동쪽의 알마그타스에서 이루어졌다고 전하고 있다. 이에 따라, 지난 수 세기 동안 기독교인 순례자가 많이 방문한 장소는 요르단의 알마그타스였으며, 알마그타스 근처에 수도원과 숙소가 다수 건설되었다. 현재 알마그타스에는 세례나 다른 종교적 행위와 관련된, 기독교 초기의 유적이 다수 남아 있다.
제3차 중동 전쟁 이후 이스라엘은 요르단강 서부를 점령하였으며, 여기에는 요르단 측에 있는 카스르 알야후드의 강 건너편 지역도 포함되었다. 서안 지구에서의 군사 활동 및 발굴 작업으로 인해, 1981년 이스라엘 관광청은 야르데닛을 순례를 위한 대체 관광지로 개발하였으며, 2011년 카스르 알야후드가 다시 개방될 때까지 요르단강가의 유일한 세례지가 되었다. 이에 따라 야르데닛은 이스라엘 최초로 정부의 관리를 받는 세례지가 되었으며, 관광객이 다수 몰리게 됨에 따라, 관광 안내소도 새로 건설되었다.

## 사진

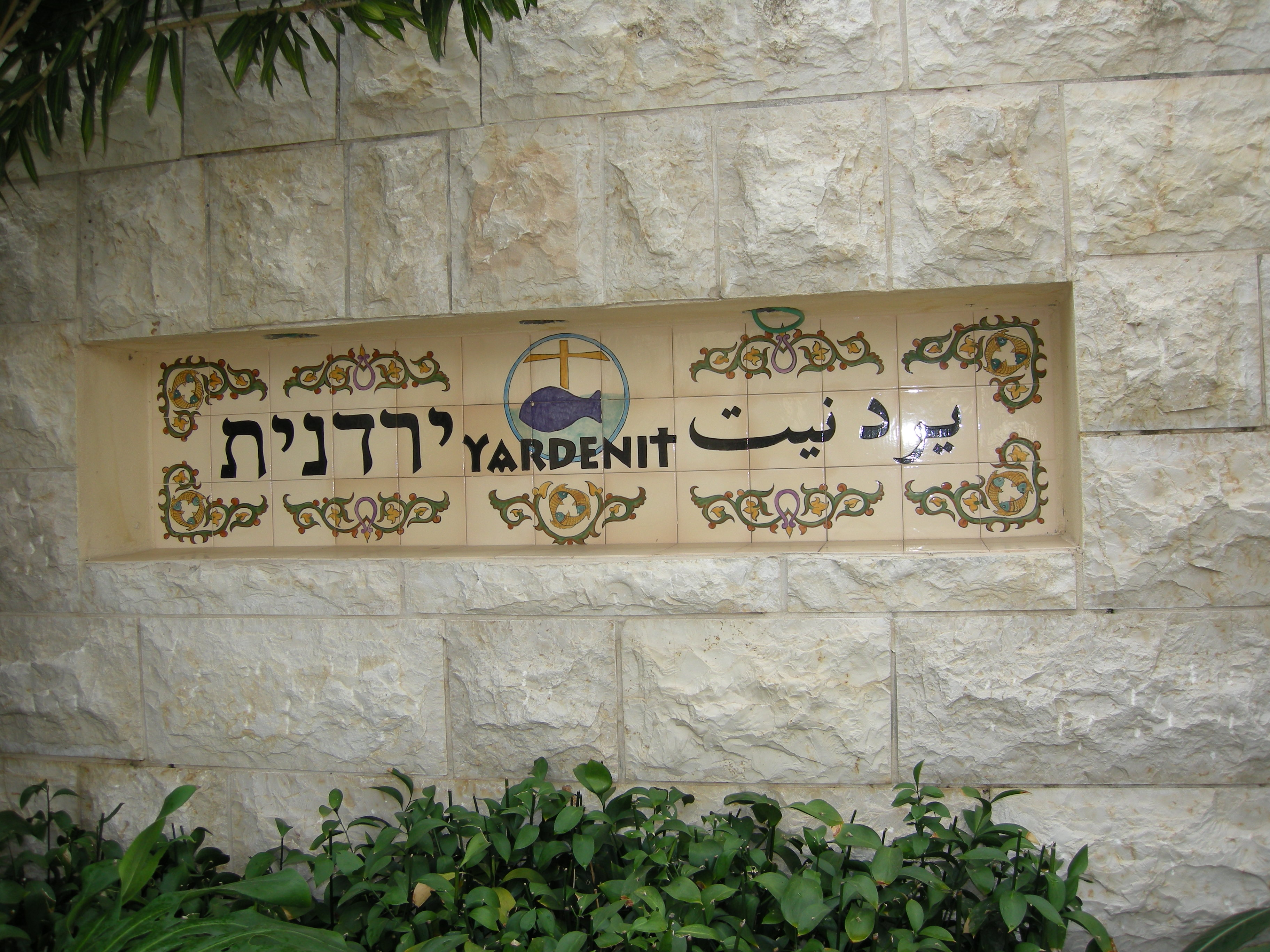
입구 간판.
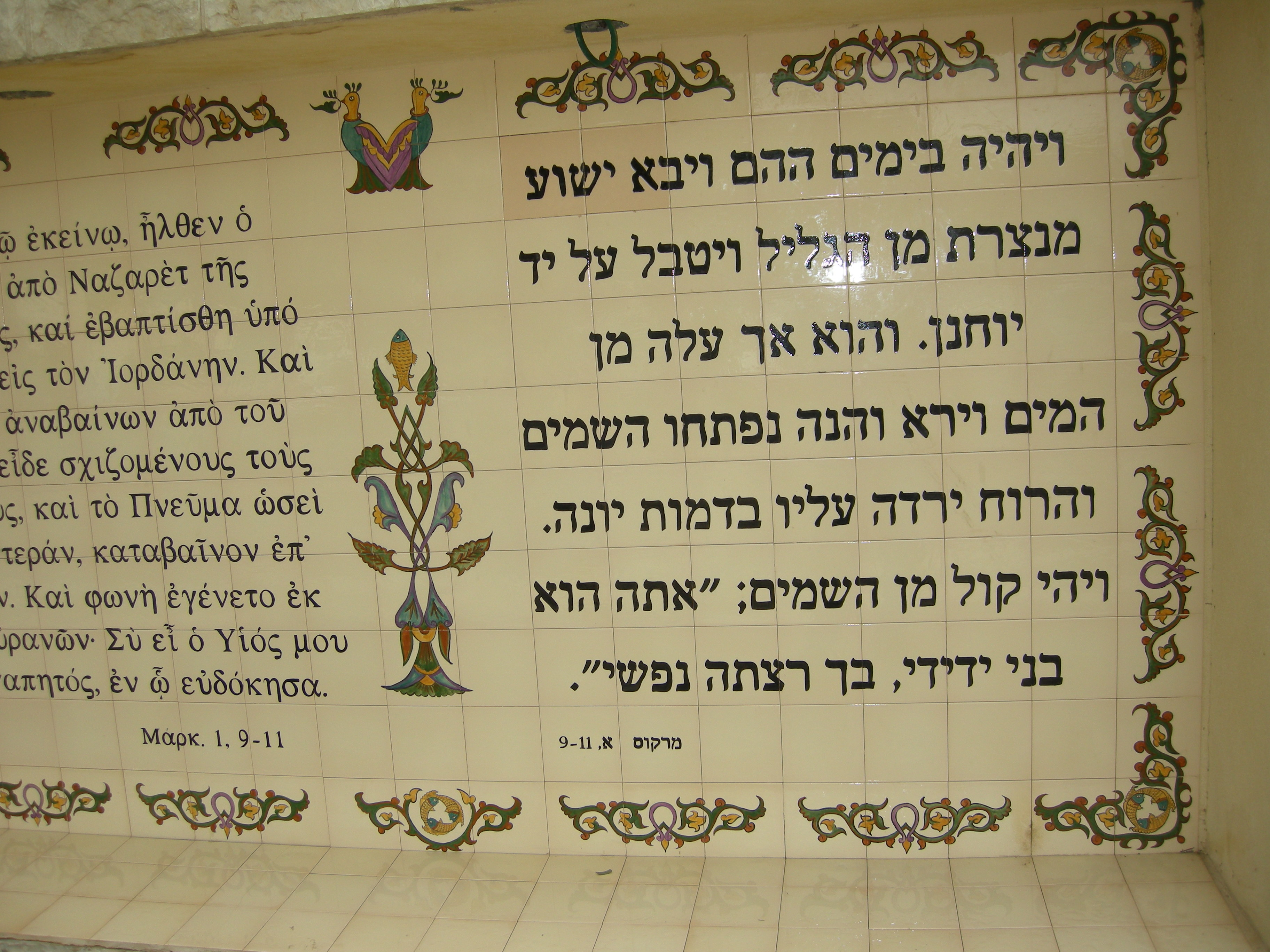
예수의 세례와 관련된 신약성경의 문구.
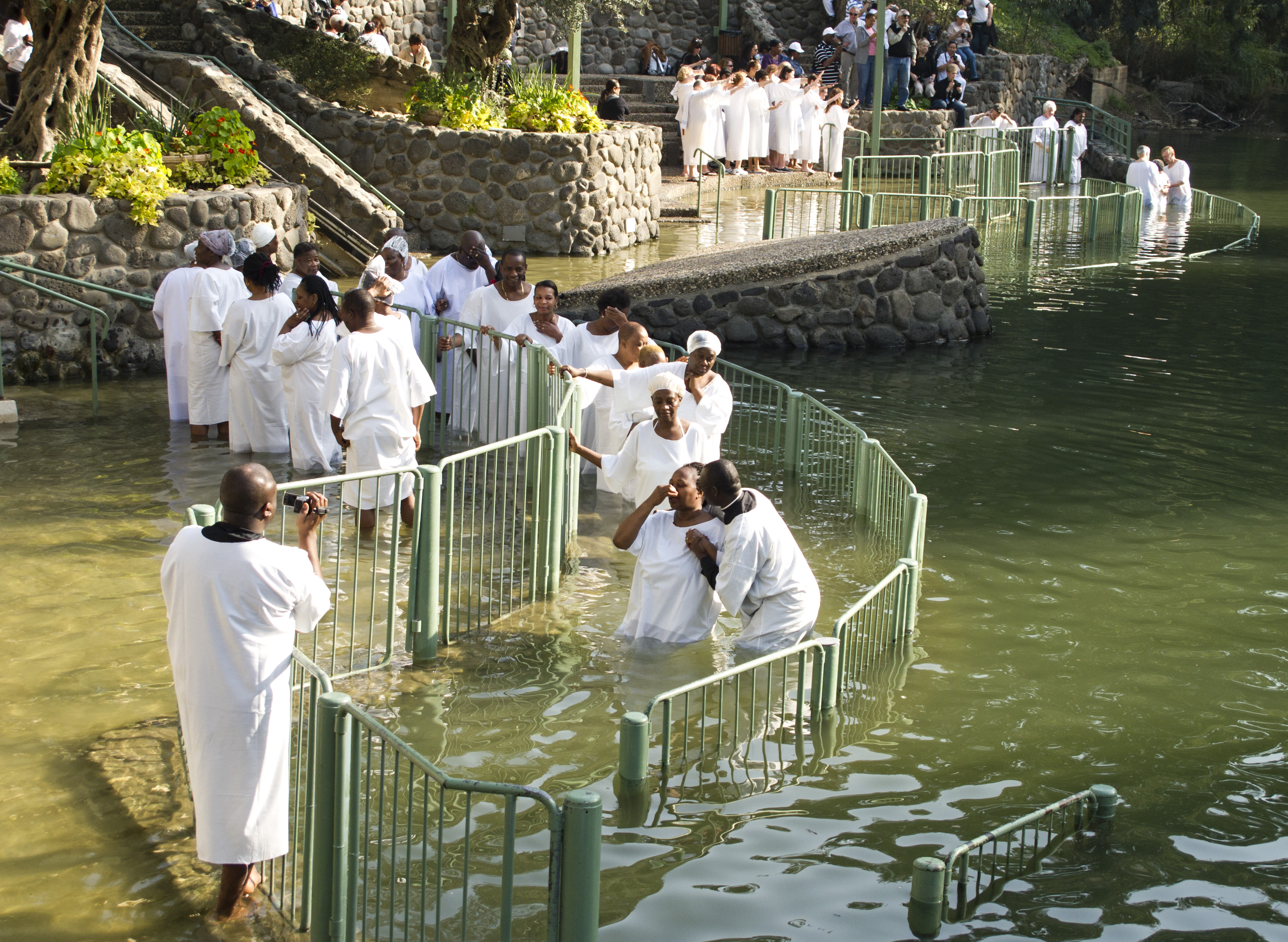
야르데닛에서 이루어지는 세례식.

## 같이 보기
- 세례자 요한
- 카스르 알야후드